# Conches-en-Ouche
Conches-en-Ouche é uma comuna francesa na região administrativa da Normandia, no departamento de Eure. Estende-se por uma área de 16,7 km². Em 2010 a comuna tinha 5 069 habitantes (densidade: 303,5 hab./km²).